# Brunnentheater Bad Helmstedt

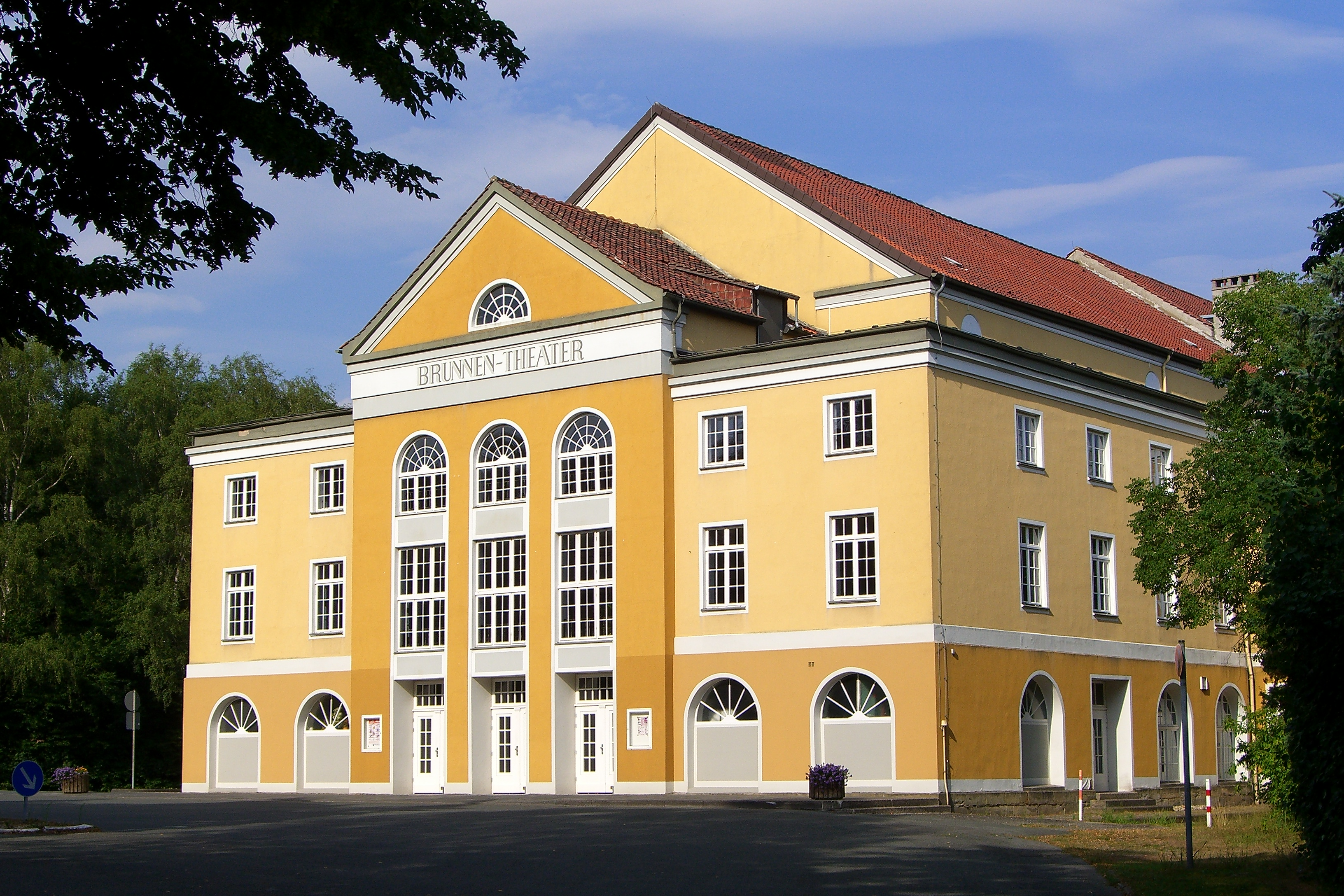
Das Brunnentheater in Bad Helmstedt

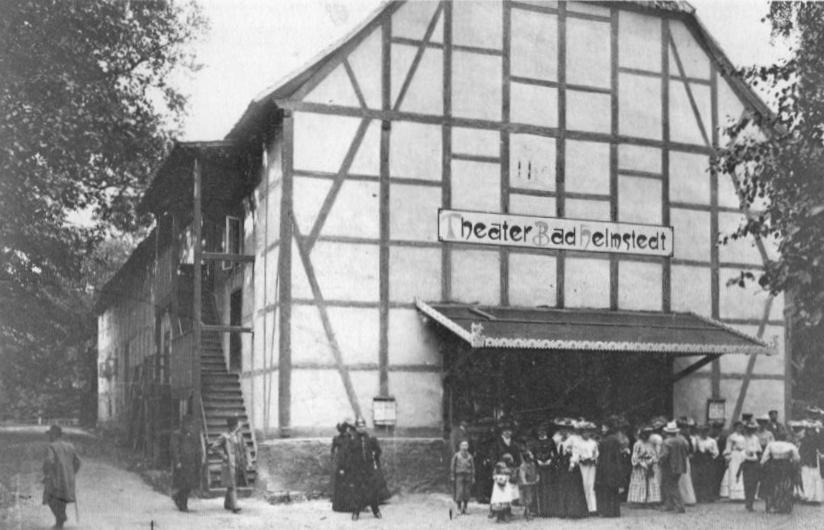
Vorgängerbau im Jahr 1908

Das Brunnentheater (gelegentlich auch als Brunnen-Theater erwähnt; früher: Kurtheater) im Helmstedter Ortsteil Bad Helmstedt in Niedersachsen wurde im Jahre 1927 im Lappwald errichtet.
Im 615 Plätze fassenden Theater finden in der Saison von September bis Mai jeweils 50 bis 60 Aufführungen von Tourneeensembles statt, darunter zahlreiche Gastspiele bekannter und internationaler Bühnen.
Das am 18. Juni 1815 erstmals eröffnete Kurtheater kam durch den Ersten Weltkrieg zum Erliegen. Das eher einfache Fachwerkgebäude wurde 1924 abgerissen. Das heutige Theater wurde am 1. Juni 1927 unter dem Namen Brunnentheater nach dreijähriger Bauzeit mit Aufführung der Operette Gräfin Mariza neu eröffnet.

## Weblink
- Internetpräsenz des Brunnentheaters Bad Helmstedt

Koordinaten: 52° 14′ 11,7″ N, 11° 3′ 48″ O